# Objectif photographique
Pour les articles homonymes, voir Objectif.

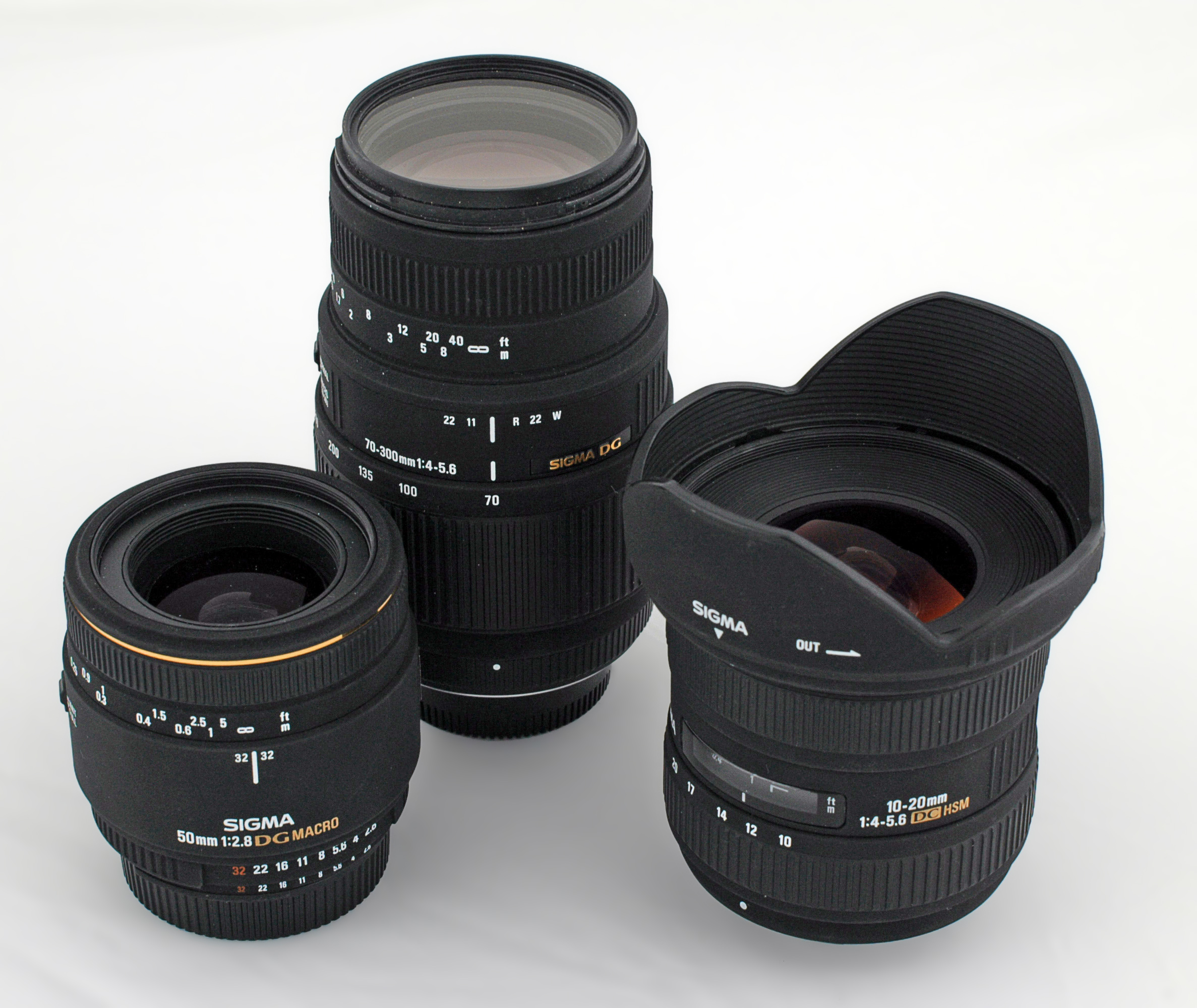
Gauche : 1:2.8/50 Macro
Centre : 1:4-5.6/70-300
Droite : 1:4-5.6/10-20

Un objectif photographique est un système optique convergent formé de plusieurs lentilles, et éventuellement de miroirs, donnant des images réelles sur la surface sensible de l'appareil photographique. Un objectif se caractérise en premier lieu par sa distance focale (ou sa plage de focale pour un zoom), son ouverture maximale, et le format maximum de la surface sensible (film ou capteur) avec lequel il est utilisable.
Un objectif photographique ou la cornée de l’œil n'ont à l'origine qu'une seule fonction : concentrer la lumière (pour chaque point de l'image) pour sensibiliser la rétine ou le capteur photographique. C'est un peu ce que fait la parabole pour des signaux lointains donc pratiquement parallèles. Tout le reste : distorsion, profondeur de champ ne sont que les défauts du système. Par exemple pour une source très lumineuse à une grande distance un simple petit trou suffit.
Une immense variété d'objectifs existe, depuis l'absence d'objectif, remplacé par un trou minuscule (sténopé) jusqu'à l'objectif de très haute qualité comprenant une vingtaine de lentilles, en plusieurs groupes mobiles et incluant souvent maintenant un moteur de mise au point automatique (exploitant l'autofocus de l'appareil).
Les critères optiques de qualité essentiels d'un objectif sont : pouvoir séparateur et contraste, transmission lumineuse (le taux de lumière sortant) maximale et homogène (fidélité des couleurs), absence d'aberration chromatique, géométrique, de distorsion et de vignetage, résistance au flare.
Les photographes sont également sensibles aux caractéristiques non optiques des objectifs, selon leur utilisation : fiabilité de l'autofocus qui est liée à son électronique interne (moteur), robustesse, étanchéité (protection contre l'eau, la poussière), disposition et confort d'emploi des réglages disponibles (bague de mise au point notamment), poids et encombrement, etc.

## Angle de champ
Le champ maximal couvert par l'objectif est un cercle qui ne dépend que des propriétés optiques de l'objectif. Le champ couvert par l'objectif monté sur un boîtier dépend de la surface du film ou du capteur du boîtier : plus le capteur sera grand, plus le champ couvert sera grand, jusqu'à la limite du champ maximal de l'objectif lui-même. Ainsi, un objectif de 50 mm est considéré comme « normal » en 24 × 36 (35 mm), mais est déjà un grand angulaire en 6 × 6, et une longue focale avec des formats plus petits.
La focale étant une donnée intrinsèque de l'objectif, elle ne dépend pas du format du film ou du capteur du boîtier sur lequel l'objectif sera monté, mais l'image obtenue dépend des deux paramètres (focale de l'objectif et format du capteur). Pour faciliter les comparaisons et le choix d'un objectif il est de pratique courante de convertir les focales réelles dans leur équivalent 24 × 36 (voir facteur de conversion).

## Les objectifs à focale fixe
Comme leur nom l'indique, leur focale n'est pas variable.

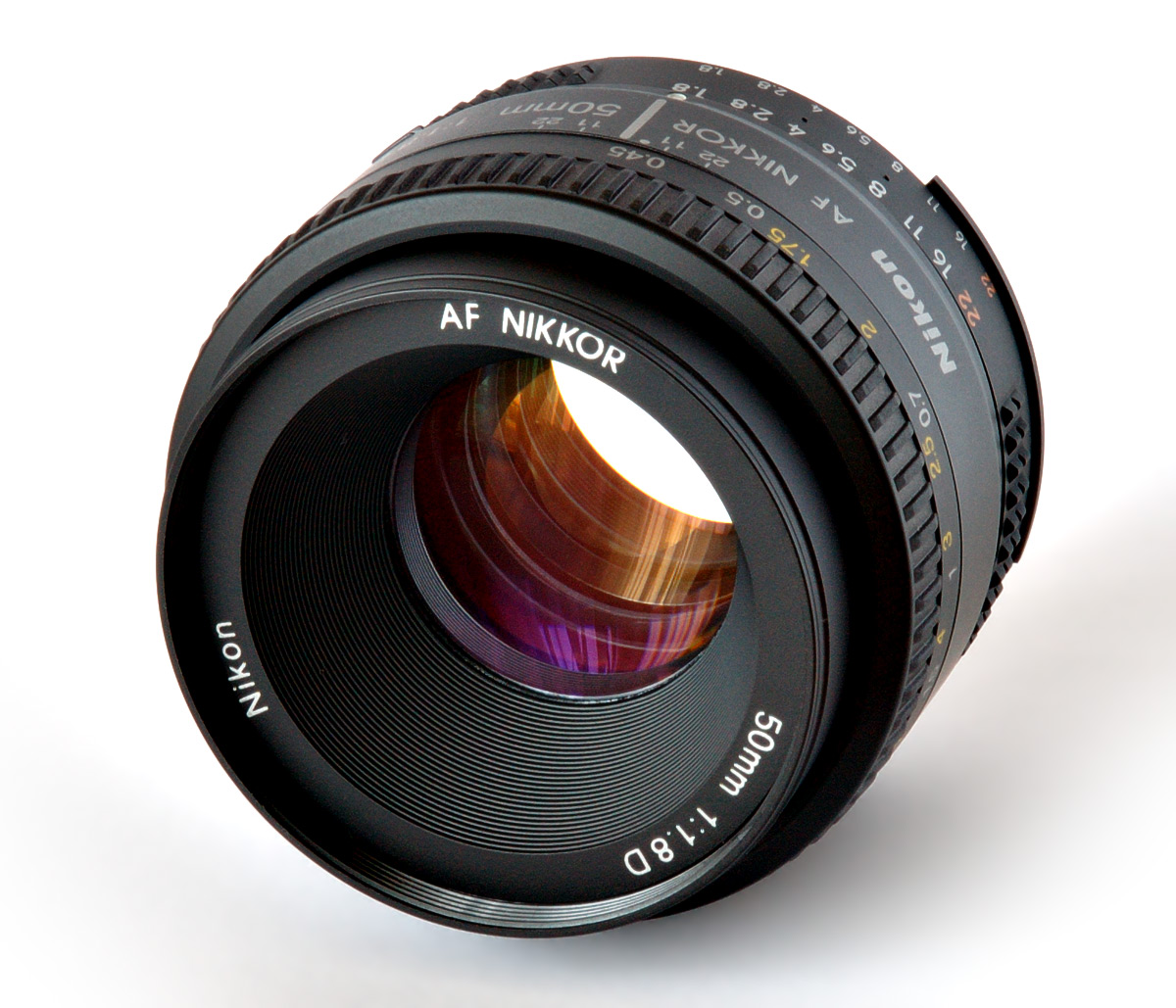
Objectif à focale fixe Nikon 50 mm f/1.8

- Avantage : un objectif à focale fixe donne, à prix comparable, de meilleurs résultats qu'un objectif à focale variable, en termes de netteté, contraste, homogénéité, limitation des aberrations, et de rendu.
- Inconvénient : si le preneur de vue souhaite ajuster le cadrage, il doit s'éloigner ou s'approcher du sujet ou changer d'objectif. La « couverture » équivalente à celle d'un zoom nécessite d'avoir plusieurs objectifs et revient plus cher. À défaut, il faudra recadrer en rognant l'image au développement, et ainsi perdre une partie de l'intérêt de la précision de l'image de la focale fixe.

### Standard
C'est l'objectif de base, il offre une perspective "naturelle", assez similaire à celle de la vision humaine dans la majorité des situations ; sa distance focale est proche de la diagonale de la surface sensible (un peu plus longue, généralement), mais . C'est souvent l'optique qui offre le meilleur rapport qualité/prix, car elle est la plus simple à concevoir.
|                     | Dimension de l'image | Diagonale de l'image | Focale « normale » |
| ------------------- | -------------------- | -------------------- | ------------------ |
| Capteur "4/3"       | 13 mm × 17,3 mm      | 21,6 mm              | 25 mm              |
| Capteur APS-C Canon | 15 mm × 22 mm        | 26,68 mm             | 28 mm              |
| Capteur APS-C       | 16 × 24 mm           | 29,00 mm             | 28 mm, 35 mm       |
| Pellicule APS       | 16,7 mm × 25,1 mm    | 30,15 mm             | 28 mm, 35 mm       |
| Capteur APS 18 × 24 | 18 × 24 mm           | 30,00 mm             | 28 mm, 35 mm       |
| 24 × 36, "35 mm"    | 24 × 36 mm           | 43,27 mm             | 45 mm, 55 mm       |
| 120/220, 4,5 × 6    | 56 × 42 mm           | 70,00 mm             | 75 mm              |
| 120/220, 6 × 6      | 56 × 56 mm           | 79,20 mm             | 80 mm              |
| 120/220, 6 × 7      | 56 × 68 mm           | 88,09 mm             | 90 mm              |
| Plan film 4 × 5     | 4" × 5"              | 162,64 mm            | 150 mm             |

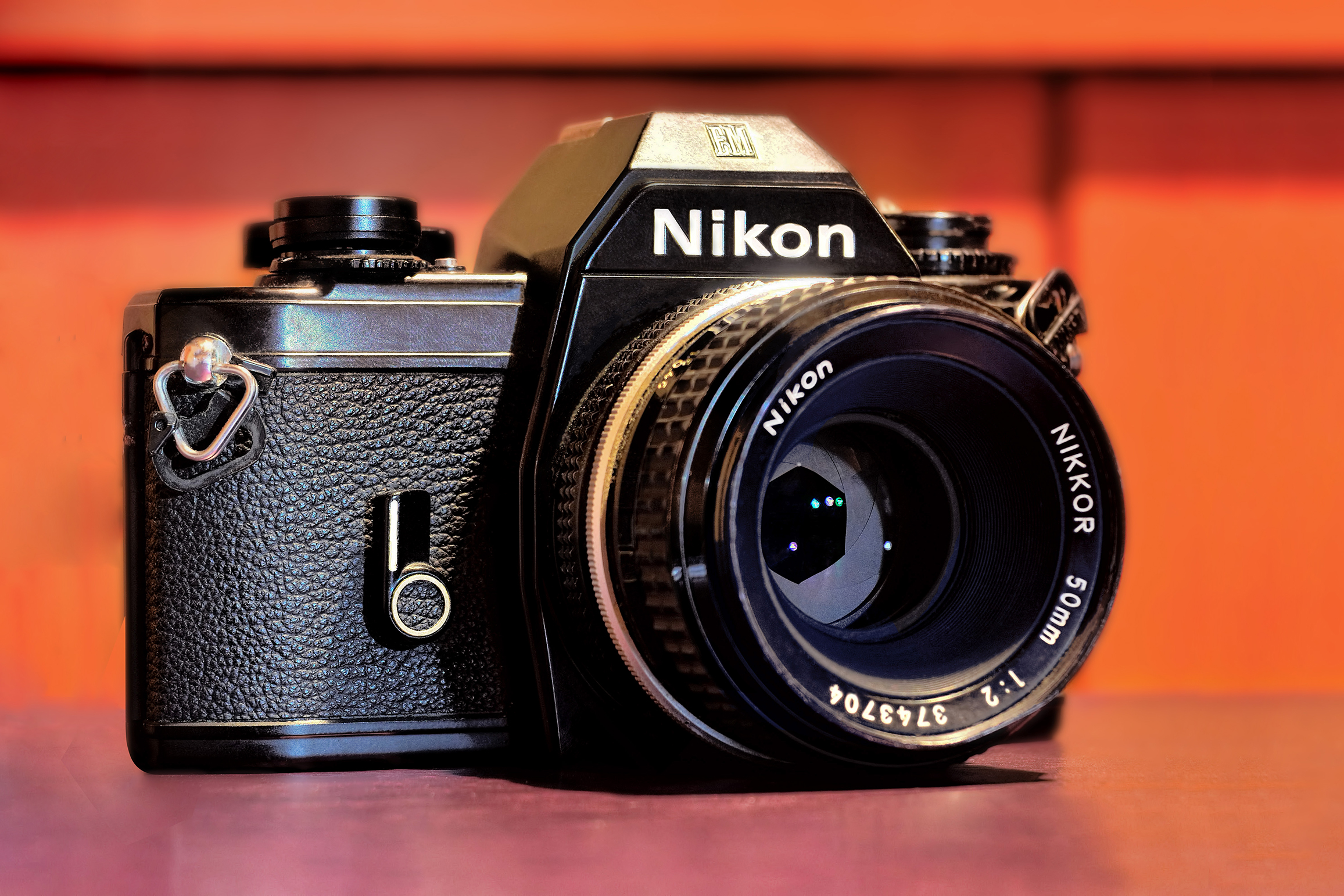
Nikon EM avec nikkor 50mm f/2

Pour un appareil 24 × 36, dont la diagonale d'image est de 43 mm, toutes les focales comprises entre 40 et 58 mm sont considérées comme normales, mais l'objectif « normal » le plus courant est celui de 50 mm. La valeur de 50 mm fut choisie par Oskar Barnack, le créateur du Leica, celle-ci permettant, à l'époque, d'obtenir une meilleure définition que les focales plus courtes.
Exemples d'optiques pour les appareils 24 × 36 : 50 mm f/1,4 ; 50 mm f/1,8.

### Grand-angulaire
Un objectif de courte focale (ou objectif grand angle), couvrant un grand angle de champ. Pour les objectifs destinés aux appareils reflex, la formule est celle du téléobjectif inversé ou « rétrofocus » : on a une courte focale et un tirage mécanique suffisant. La distance focale d'un grand-angulaire varie de 14 à 35 mm (en 24 × 36).
Exemples pour les appareils 24 × 36 : 35 mm f/2,8 ; 28 mm f/3,5 ; 20 mm f/2,8.

### Téléobjectif

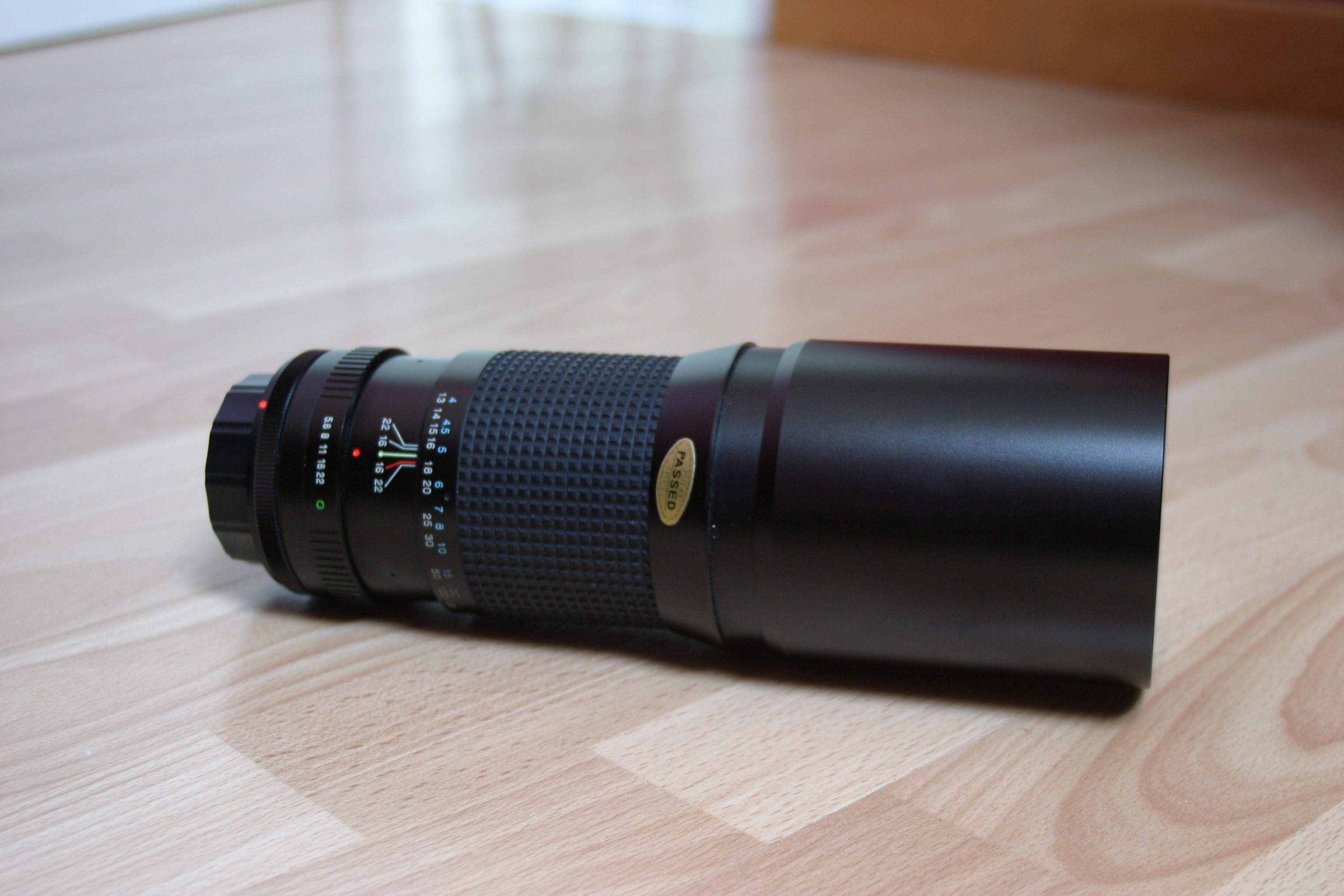
objectif de focale 400 mm et ouverture f/5,6

Un téléobjectif cadre un angle de champ, plus étroit que celui cadré par un "standard", donnant ainsi l'impression de se rapprocher du sujet. L'image obtenue ne montre cependant pas la même perspective, le point de vue étant plus distant du sujet  qu'avec une focale plus courte.
La longueur focale d'un téléobjectif est supérieure au standard. La distance focale d'un téléobjectif est de 85 mm et au-delà (en 24 × 36). Au-dessus d'un rapport 5 (250 mm en 24 × 36) on emploie souvent le terme « super-téléobjectif ».
La formule optique des téléobjectifs était généralement assez simple (2 groupes) et s'est compliquée pour diminuer l'encombrement et obtenir une grande ouverture maximale (5 à 7 groupes de lentilles).
La recherche de compacité a également amené certains fabricants à proposer des téléobjectifs munis d'une lentille asphérique, coûteuse à produire et compliquant le traitement de la lumière.
Téléobjectifs courants pour les appareils 24 × 36 : 85 mm, 135 mm, 200 mm, 300 mm.
Téléobjectifs exceptionnels : 400 mm, 500 mm, 800 mm.

### Objectif à miroirs ou catadioptriques

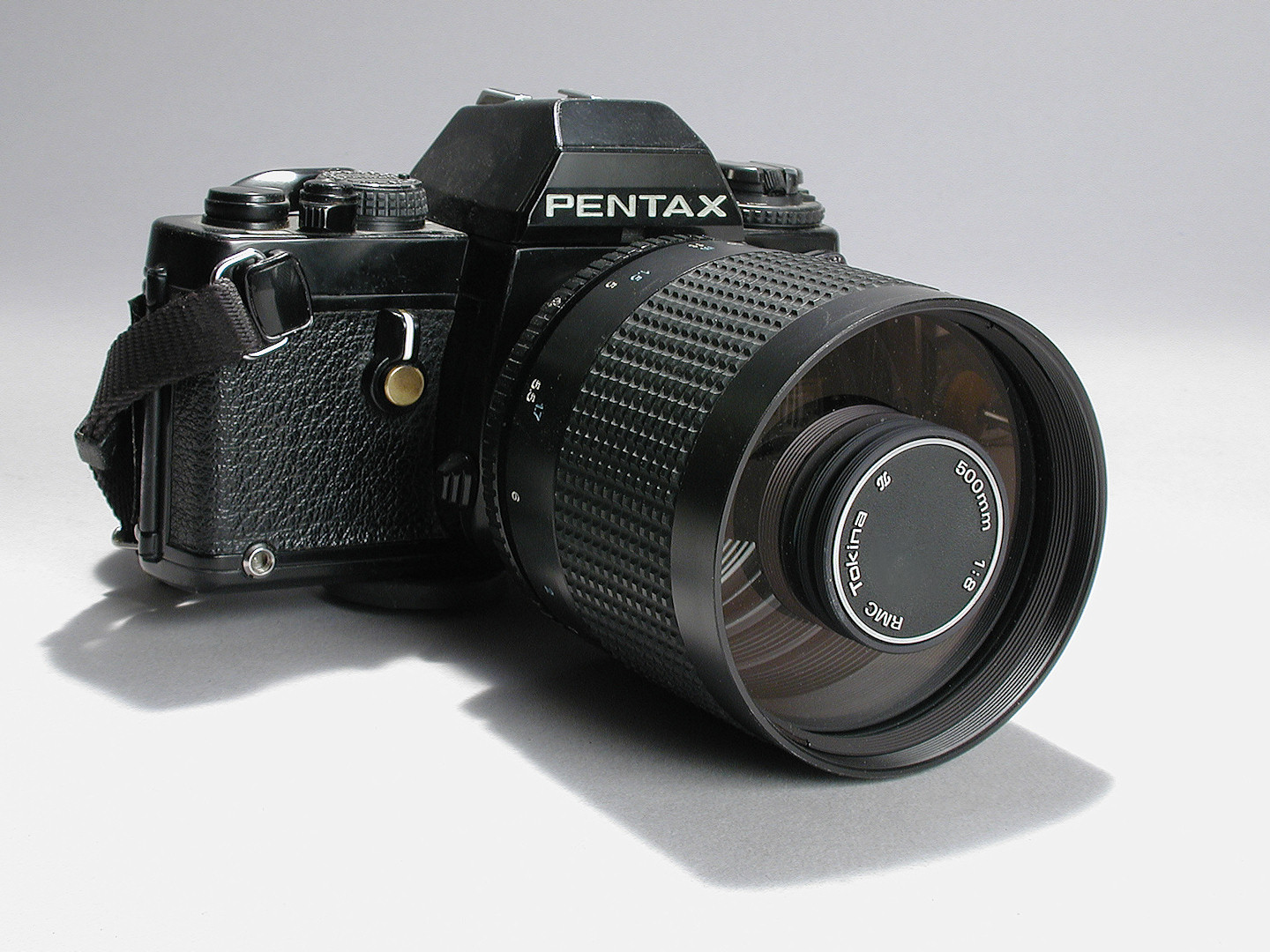
500 mm à miroir Tokina monté sur un boîtier Pentax

Les objectifs de très longue focale (500 mm et plus) sont si longs (30-50 cm) et lourds (plusieurs kg) que leur utilisation et leur transport sont très contraignants et que l'on doit souvent les monter sur un pied.
Une alternative est l'utilisation d'un objectif à miroirs, inspiré par les télescopes de type Schmidt-Cassegrain ou Maksutov-Cassegrain.
- Avantage : Ce type d'objectif permet de réduire fortement leur longueur et leur poids, ne comportant que deux miroirs, une lame de fermeture et peu ou pas de lentilles. Leur coût de production est très intéressant.

- Inconvénient : Il ne peut y avoir de diaphragme et l'ouverture est donc fixe et faible (généralement f/8 pour les 500 mm et f/11 pour les 1 000 mm). Les éléments hors du champ de netteté sont dédoublés (effet « pointilliste »). Le vignettage est important et le contraste réduit, en raison de l'obstruction provoquée par le miroir secondaire. Les modèles actuellement commercialisés sont à mise au point manuelle (une mise au point automatique serait coûteuse et guère utilisable compte tenu de leur faible ouverture).

### Objectif macro

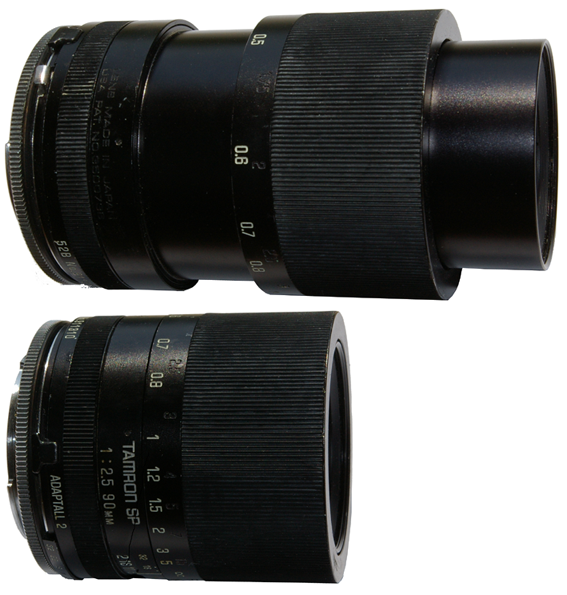
Le même objectif macro au rapport 1:1 (en haut) et mis au point à l'infini (en bas)

Ces objectifs sont optimisés pour photographier des sujets placés très près (jusqu'à quelques dizaines de millimètres) et donc obtenir de forts grossissements. Le tirage important, permettant une mise au point rapprochée et un rapport de reproduction élevé, est généralement obtenu grâce à une double rampe hélicoïdale de mise au point. Une diminution de la focale intervient généralement de façon simultanée (voir illustration).
La mise au point fine est plutôt effectuée en déplaçant l'ensemble appareil - objectif par rapport au sujet une fois le grandissement choisi avec la bague.
Le terme macrophotographie est souvent utilisé pour désigner la photo de petits sujets de près, ce qui est réalisable avec de nombreux objectifs. Il faut cependant rappeler que le domaine de la macrophotographie correspond aux situations telles que la taille de l'image formée sur la surface sensible est au moins aussi grande que celle de l'objet. Sans accessoires spéciaux tels que soufflets ou bagues-allonges, les objectifs « macro » atteignant le rapport 1 ne font qu'effleurer le domaine de la macrophotographie mais couvrent en revanche très bien celui de la proxiphotographie, ou photographie rapprochée. À côté de cette utilisation privilégiée, ils peuvent être utilisés pour des sujets plus éloignés, paysages, monuments ou personnages où ils sont souvent aussi efficaces que les objectifs normaux, et leur destination première leur assure généralement une très bonne résolution.
Une des caractéristiques des objectifs macro est la planéité de mise au point sur tout le champ ce qui les rend aptes à la reproduction de documents.
Exemples : 60mm f/2,8 ; 100mm f/2,8 ; 150mm f/2.8.

## Les objectifs à focale variable

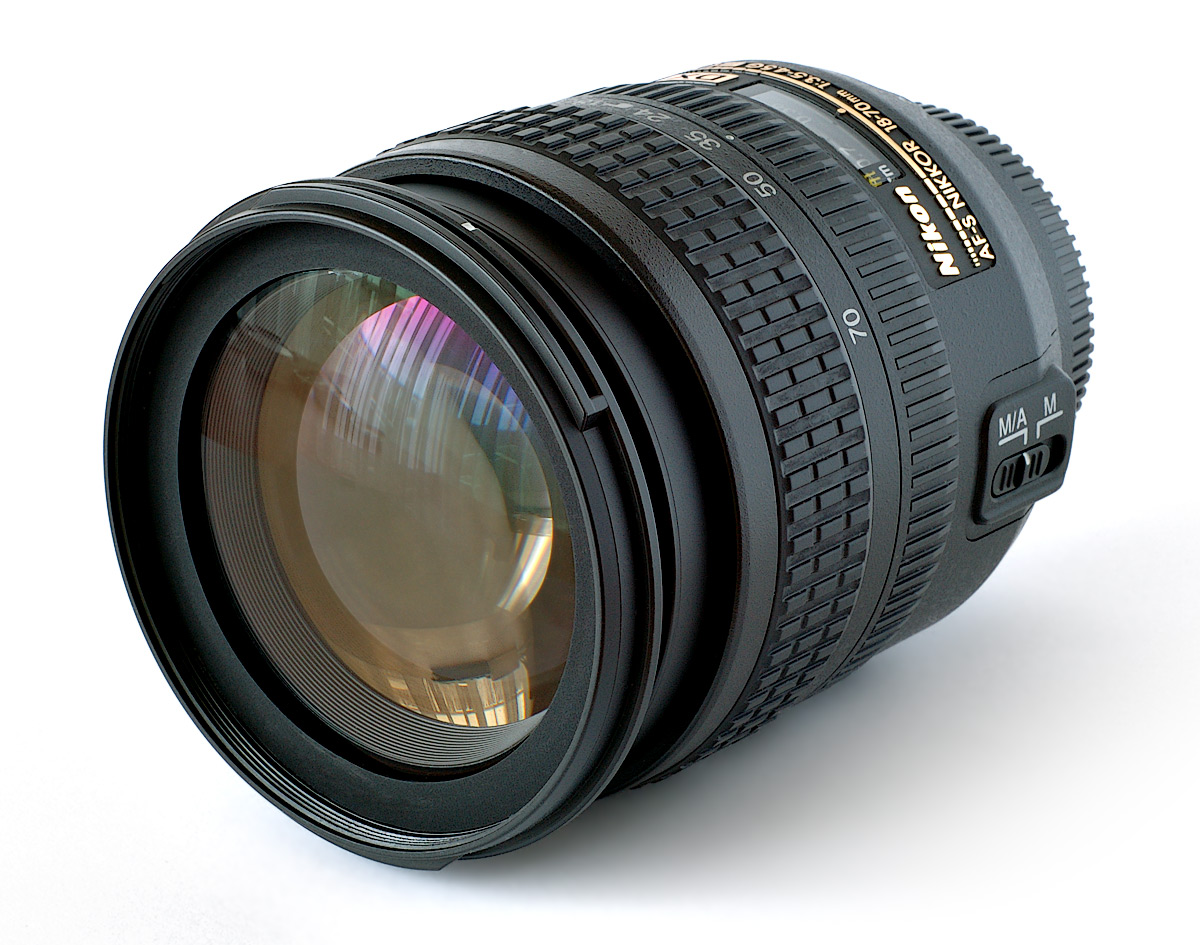
Zoom Nikkor 18-70 f/3,5-4,5.

Ils sont communément nommés zooms. Les plus courants sont trans-standard, leur plage de focale chevauchant la focale standard. Les zooms peuvent être à :
- ouverture variable : l'ouverture relative maximale n'est pas la même à toutes les focales (cas le plus courant, notamment sur les objectifs entrée de gamme).

Exemple : 70-300 f/4-5,6 : cet objectif a une ouverture relative maximale de f:4 à 70 mm et à f:5,6 à 300 mm.
- ouverture constante : l'ouverture relative n'est pas modifiée par le changement de longueur focale.

Exemple : 24-70 f/2,8 : cet objectif a une ouverture relative maximale de f:2.8 sur toute la plage de focales.
Avantages : La bague du zoom fait varier la longueur focale, permettant de cadrer le sujet plus serré ou plus large et donc rendre le cadrage plus aisé. En fait il s'agit de modifier l'angle de prise de vue, et donc le cadrage tout en restant à la même distance du sujet. Dans les cas où il n'est pas toujours possible de s'approcher du sujet ou de s'en éloigner, c'est un objectif qui offre un grand confort lors de la prise de vue, et permet dans une large mesure de tirer au mieux profit de la définition du film sensible ou du capteur, et d'éviter de perdre du temps à recadrer au traitement de la photo.
Inconvénients : Pour les objectifs courants, la qualité n'est pas toujours au rendez-vous, les ouvertures sont faibles, et, de ce fait, le risque de flou de bougé (et du sujet s'il est mobile) est plus important (en faible lumière). L'amélioration de la sensibilité des capteurs numériques compense en partie cet inconvénient. Avec les zooms à ouverture variable, le temps de pose nécessaire variera en fonction de la focale.
D'autre part, il est fort difficile de construire un tel objectif performant à toutes les focales. Toutefois, les grands progrès faits par les opticiens depuis la fin des années 1990, offrent des zooms de plus en plus performants sur le plan du piqué, de couverture lumineuse et des déformations.

## Les objectifs en photo numérique

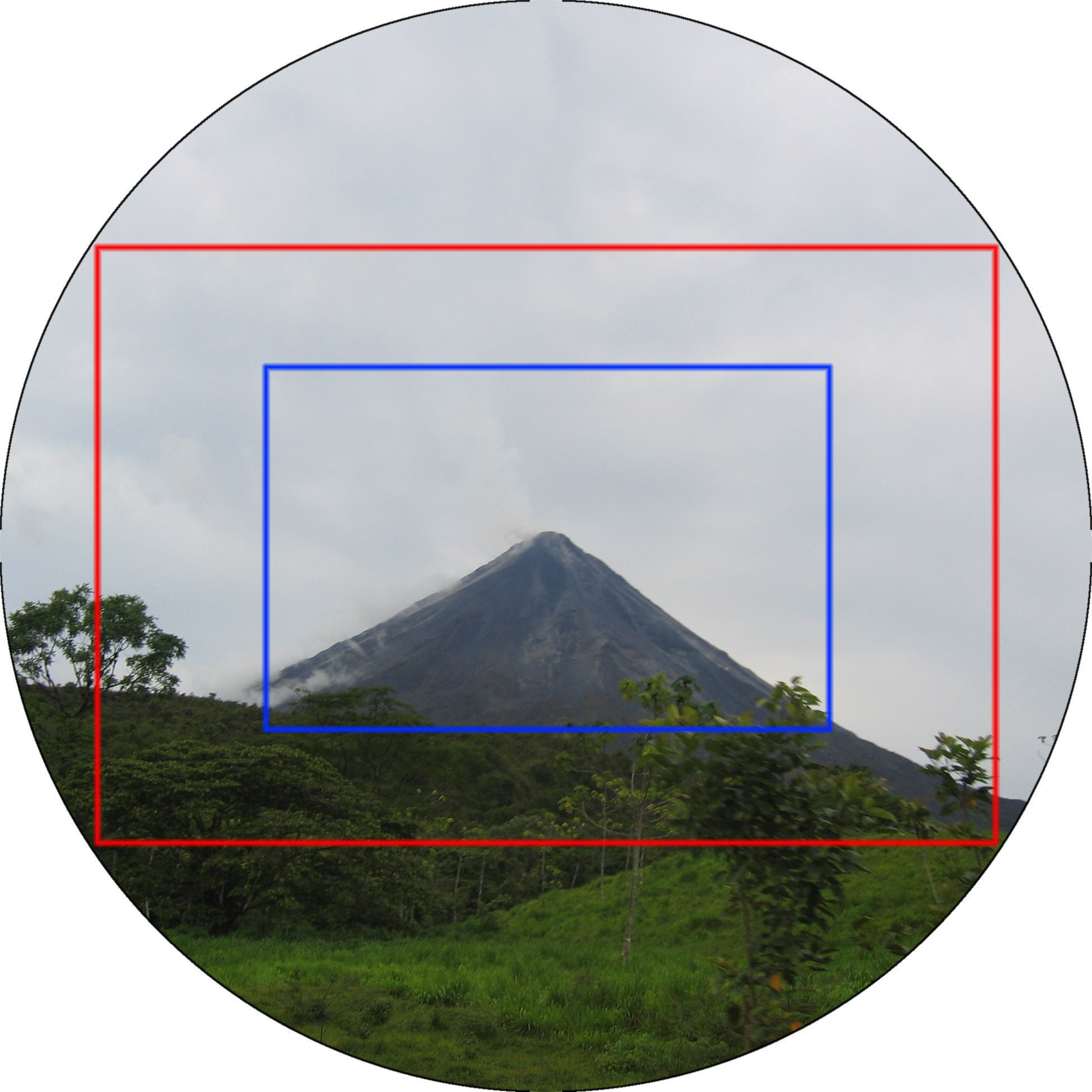
Avec le même objectif :
En rouge, la zone couverte par un capteur ou un film 24 x 36 mm. À l'intérieur, en bleu, la zone couverte par un capteur au format APS-C.

En photographie numérique la majorité des capteurs sont plus petits que 24 × 36 mm. L'habitude prise à utiliser le format 24 × 36 est alors bousculée, la focale ne définissant un angle de champ que par association à un format de capteur. Par exemple, pour cadrer (à même distance) comme le fait une focale de 50 mm sur 24 × 36, il faut sur capteur APS-C une focale de 31 à 33 mm, et 25 mm sur capteur "4/3". Il faut appliquer un facteur multiplicateur égal au rapport entre la diagonale du format 24x36 pris généralement en référence, et celle du format du capteur. Ce facteur est de 1,5 à 1,7 pour les capteurs APS-C, de 2 sur capteur "4/3", de 2,73 sur capteur "1 pouce". 
Certains objectifs sont spécialement conçus pour les boitiers APS-C. Leur couverture est suffisante pour un capteur de « petite » taille (en général entre 15 et 16 mm de large et entre 22 et 24 mm de long, soit quand même beaucoup plus grand qu'un capteur de compact). Cela permet d'utiliser des lentilles de plus petite taille (donc globalement moins chères à fabriquer). Si ce type d'objectif est monté sur un boîtier de format 24 × 36 mm (argentique ou numérique), l'image obtenue présentera un fort vignettage, voire une image quasiment circulaire.
Les boîtiers numériques dits « Full Frame » (tels les gammes 6D, 5D, et certains 1D de Canon, ou les FX et Z de Nikon, ou encore les A900/A850, A99, A7, A9 de Sony Alpha), ont un capteur de dimensions 24 x 36 mm. Ces capteurs sont généralement d'une définition supérieure à 15 ou 20 mégapixels.
Comme pour l'argentique, les objectifs spécifiques APS-C ne sont pas adaptés à ces boîtiers, mais certains sont capables de détecter automatiquement la présence d'un objectif APS-C et de s'adapter pour réaliser tout de même la prise de vue au prix d'une résolution inférieure.

## Les objectifs spéciaux
Le fish-eye donne une perspective curviligne, rendant l'image semblable à celle qui est réfléchie par un miroir convexe. Les objectifs fish-eye pour 24 × 36 ont une focale comprise entre 6 et 16 mm. Certains donnent une image couvrant tout le format ; d'autres, une image circulaire inscrite dans le format.

### Des objectifs très particuliers
La plupart des objectifs sont conçus pour donner une image de qualité optimale en lumière visible et dans l'air. Il existe des objectifs spéciaux, corrigés pour travailler en ultraviolet (en plus du visible) ou en infra-rouge.
Des objectifs donnant une image aux contours très adoucis (objectifs « soft-focus ») utilisés par exemple pour des portraits flatteurs.
Les objectifs télécentriques, très utilisés pour des applications de vision industrielle, permettent de fournir une image sans déformation de perspective (voir Projection orthographique).

### Objectifs articulés
- Objectif à décentrement (shift) : l'objectif à décentrement est souvent utilisé pour redresser les perspectives architecturales.
- Objectif à bascule (tilt) : le dispositif de bascule permet d'ajuster le plan de netteté.
- Objectif à soufflet (bellow) : le soufflet permet les réglages de bascule et de décentrement avec une latitude importante comme les bonnes vieilles chambres grand format. Il est utilisé pour les prises de vue architecturales de grande précision. Il permet également la macro en augmentant le tirage (voir Les accessoires et compléments).

### Objectifs stabilisés
Certains modèles d'objectifs emploient un système de stabilisation qui atténue l'effet des mouvements de l'appareil sur l'image, lorsque l'appareil est tenu à main levée dans des conditions de lumière exigeant un temps de pose relativement élevé (typiquement supérieur à l'inverse de la focale, soit 1/50e de seconde pour un objectif de focale 50 mm).
L'objectif est muni de gyroscopes qui mesurent les déviations de l'objectif avec un échantillonnage à haute fréquence (de l'ordre de 1 000 mesures à la seconde) ; un système de moteurs intégré fait bouger un groupe de lentilles interne pour compenser le bougé. On gagne ainsi entre 2 et 4 diaphragmes (par exemple, une photographie nette à main levée avec un téléobjectif de 200 mm demande une vitesse d'au moins 1/250 de seconde ; avec un objectif stabilisé, on peut obtenir un résultat convenable à 1/60, voire 1/30 de seconde ou moins). Des systèmes semblables peuvent être intégrés à l'objectif des appareils numériques bridge.
Cette technique peut aussi être appliquée au capteur, notamment sur les appareils hybrides.
La stabilisation est très précieuse, en particulier sur les objectifs de longue focale pour lesquels le flou de bougé est plus sensible, mais ne compense (évidemment !) pas le déplacement du sujet, qui restera flou si le temps de pose est trop élevé.

## Le diaphragme

Le diaphragme à pleine ouverture, ouverture intermédiaire et ouverture minimum.

À l'exception des appareils d'entrée de gamme, tous les objectifs sont munis d'un diaphragme. Il s'agit d'un assemblage de lamelles mobiles (5 à 10 suivant la taille de l'objectif et son prix), à l'intérieur de l'objectif entre les groupes de lentilles avant et arrière.
Un mécanisme (manuel ou automatique) fait varier l'ouverture et permet de modifier la quantité de lumière qui atteint la surface sensible. Le diaphragme est d'autant plus ouvert que la valeur indiquée (sur l'objectif, dans le viseur) est petite (voir chapitre sur la luminosité). Par la même occasion, il modifie la zone de netteté ou profondeur de champ qui est d'autant plus importante que l'ouverture du diaphragme est petite, ce qui permet d'augmenter le nombre d'objets nets sur la photo.
Pour les petites ouverture, le phénomène de diffraction dégrade la précision de l'image (le piqué). La valeur d'ouverture à partir de laquelle la diffraction devient gênante dépend principalement de la taille de la surface sensible et de la définition attendue. On considère généralement que la limite à partir de laquelle les diffractions sont trop importantes est f/16 en 24 x 36, f/11 sur capteur APS-C, f:8 sur capteur "4/3".
Voir aussi dans le Wikilivre de photographie le chapitre sur la profondeur de champ.
En général, le diaphragme est maintenu ouvert en grand pour la préparation de la prise de vue, pour permettre une visée lumineuse, confortable, et pour faciliter la mise au point. Il est fermé à la valeur sélectionnée pour la prise de vue.
Les appareils évolués permettent de visualiser la profondeur de champ lors de la visée.

## La luminosité et l'ouverture maximale
L'ouverture, notée N=f/D est le rapport entre la focale de l'objectif et le diamètre le plus contraignant sur le chemin optique. Dans un système optique fixe, sans diaphragme, D désigne la pupille d'entrée (l'ouverture est donc fixe). Dans le cas des objectifs photo à ouverture variable, D désigne la pupille d'entrée utile compte tenu de l'ouverture du diaphragme.
Par convention, sur un objectif l'ouverture est généralement exprimée sous la forme f/N, c'est-à-dire « la valeur de la focale f divisée par le rapport d'ouverture N » : f/2 par exemple pour un objectif de 50 mm de focale indique un diamètre d'ouverture maximale du diaphragme de 25 mm (ouverture = focale/diaphragme = 50/25 = 2).

### Conséquences de l'ouverture
L'ouverture du diaphragme a deux conséquences essentielles :
- Lorsque l'ouverture du diaphragme est importante, celui-ci laisse passer plus de lumière. Ainsi, en passant d'un réglage d'ouverture au suivant, il faudra augmenter le temps de pose pour obtenir la même exposition, de sorte à compenser la quantité de lumière plus faible.

L'ouverture est généralement réglée sur l'objectif par une bague rotative possédant des préréglages : les valeurs courantes d'ouverture possibles sont comprises entre f/1,4 et f/32. Elles sont en progression géométrique de raison 1.4 environ (racine de 2) de sorte que la quantité de lumière soit divisée par 2 d'une valeur à la suivante (la quantité de lumière traversante étant proportionnelle à la surface de l'ouverture, et donc au carré du diamètre du diaphragme).
Les valeurs usuelles sont typiquement :
1 ; (1,2 qui déroge à règle) ; 1,4 ; 2 ; 2.8 ; 4 ; 5.6 ; 8 ; 11 ; 16 ; 22 ; 32…
La normalisation de ces valeurs permet l'utilisation des posemètres selon la norme ISO.
- Il existe un rapport direct entre l'ouverture de l'objectif et son champ de netteté (ou profondeur de champ). En effet pour un objectif donné, plus l'ouverture utilisée est grande (chiffre sous le f/ petit, ex. f/1.8) moins le champ de netteté sera étendu (ou moins la profondeur de champ sera grande). Ce qui fait qu'avec un objectif très ouvert à la prise de vue, il sera possible d'avoir, pour un portrait, les yeux nets et le fond de la photo floue, voire le nez flou.

### Importance de l'ouverture maximale
La dénomination commerciale d'un objectif inclut généralement l'ouverture maximale de son diaphragme. On comprend aisément que les objectifs disposant d'une ouverture maximale importante sont recherchés : on dit qu'ils sont plus « lumineux », ou parfois qu'ils sont plus « rapides » car le temps de pose minimal nécessaire pour un éclairement donné est réduit. Quelques objectifs exceptionnels du commerce, généralement des focales fixes de 50 mm, atteignent f/1 voire f/0,9 mais ils sont très chers.
L'ouverture maximale du diaphragme est une caractéristique essentielle d'un objectif, pour plusieurs raisons. Ouverture maximale importante signifie :
- plus grande capacité à photographier en basse lumière.
- plus grande capacité à gérer la profondeur de champ (en particulier pour le portrait pour lequel on souhaite souvent que le sujet principal se détache d'un fond plus flou).
- rapidité et précision de l'autofocus, la mesure de distance étant faite à l'ouverture maximale
- plus grande clarté du viseur pour les reflex
- la conception d'un objectif étant affaire de compromis (notamment entre le coût, la qualité d'image, et l'encombrement), les qualités optiques optimales d'un objectif ne sont généralement pas atteintes à leur ouverture maximale : à f/2.8, un objectif estampillé f/1.8 est souvent meilleur qu'un objectif marqué f/2.8.

En contrepartie :
- coût de fabrication plus élevé (en particulier pour les focales longues)
- encombrement et poids plus importants

Les zooms ont souvent une ouverture maximale variable en fonction de la focale utilisée (bien qu'il soit nettement préférable en pratique de disposer d'une ouverture maximale constante sur la plage de focale).
La dénomination suivante : 28-300 f/3,5-5,6 signifie que l'ouverture maximale à 28 mm est f/3,5 et que l'ouverture maximale à 300 mm est f/5,6.

### Objectifs ultra-lumineux
La condition des sinus d'Abbe indique que l'ouverture maximale possible pour obtenir une image nette est de f/0.5 pour un système réfringent en milieu sec (condition pratique réelle pour un objectif photographique à lentilles). Les objectifs à vocation photographique les plus lumineux commercialisés pour le public possèdent une ouverture maximale voisine de f/1. Pour des applications professionnelles, ou scientifiques, il existe des objectifs dont l'ouverture maximale atteint f/0.7.
Par exemple, pour ses programmes spatiaux, la NASA commanda au fabricant Carl Zeiss des objectifs dotés d'une ouverture incroyablement grande ; un objectif 50 mm f/0,7 a ainsi été créé, en particulier pour photographier la lune en 1966,.
Ce dernier est célèbre pour avoir été utilisé par le réalisateur Stanley Kubrick sur le tournage du film Barry Lyndon pour filmer des scènes éclairées à la bougie.
Le fabricant a également créé des objectifs d'une ouverture de f/0,55 utilisés en lithographie ultraviolette.
À ce jour, les dispositifs présentant une ouverture supérieure à f/0.5 sont des réflecteurs catadioptriques ("Schmidt plein" de l'observatoire du Mont Wilson d'ouverture f/0.3, utilisé en spectrographie astronomique) ou des objectifs immergés en milieu liquide (huile), par exemple en microscopie.

## Qualités et défauts

### Ouverture photométrique «T»
Elle tient compte de la transmittance de l'objectif. Toujours inférieure à l'ouverture géométrique, elle est nettement inférieure avec la plupart des zooms.
Cette valeur est rarement indiquée sur les objectifs photo. C'est sans importance sur l'exposition pour les appareils qui mesurent la lumière à travers l'objectif (notamment les réflex).

### Résolution
Elle correspond au pouvoir séparateur. Toujours meilleure au centre que sur les bords, elle s'améliore souvent nettement quand on ferme le diaphragme de 1 ou 2 crans jusqu'à f/8, voire f/11.
Quand le diaphragme est trop fermé, apparaissent des phénomènes de diffraction qui dégradent la résolution (exemple : fermeture de 16 et plus en 24 × 36).

### Distorsion
Elle peut être en barillet ou en coussinet. Elle se mesure en pourcentage, positif pour une déformation en barillet et négatif en coussinet.

### Vignetage
Tous les objectifs donnent une image dont la périphérie est plus sombre ; il se mesure en différence d'IL (indice de lumination). Ce défaut peut être invisible (inférieur à 0,1 IL), sensible (à partir de 0,3 IL) à gênant (au-delà de 1 IL).
Ce sont les objectifs grand angle et les zooms qui souffrent le plus de ce défaut, surtout ceux à grande ouverture. Il est particulièrement visible dans les photos sur fond uni clair et sur le ciel bleu.
En général le défaut de vignetage s'estompe quand on ferme le diaphragme d'un à deux crans.
Un pare-soleil ou un filtre mal adapté peut également provoquer du vignetage (exemple : un pare-soleil de 50 mm utilisé avec un 35 ou un 28 mm).

### Rendu chromatique
Un objectif parfait doit transmettre le blanc correctement. La plupart des objectifs le transmettent un peu jaune ou rose (ils ont un rendu « chaud ») ou tirant sur le vert ou le bleu (rendu « froid »).

### Aberration chromatique
L'aberration chromatique se traduit sur l'image par des limites floues et colorées entre les zones claires et les zones sombres, et des franges colorées. Ce phénomène peut se corriger dans certaines limites lors du traitement pour les photos numériques.
Il en résulte une sensation de perte de piqué (résolution et contraste local) des images.
L'aberration chromatique dépend beaucoup de la qualité de fabrication, des matériaux et des traitements de surface des lentilles. En raison des angles de rayons incidents plus importants, les objectifs à grand angle sont particulièrement sensibles à ce phénomène.

## Les accessoires et compléments

### Pare-soleil
Le pare-soleil permet d'éviter que des rayons lumineux périphériques (ne venant pas de la direction photographiée, mais plutôt sur le côté de l'objectif), ne viennent provoquer des effets lumineux indésirables sur l'image, à la suite de réflexions successives à l'intérieur de l'objectif, que l'on appelle le flare. Ce dernier se manifeste par une perte de contraste plus ou moins localisée, et des formes colorées souvent alignées avec l'origine de la source lumineuse responsable du phénomène). Le pare-soleil est également, pour de nombreux objectifs, une protection efficace à la fois contre les coups ou agressions diverses pouvant atteindre la lentille frontale mais également contre les projections de liquide ou la pluie qui, même sans danger pour le matériel, risquent de dégrader plus ou moins fortement la qualité d'image.
Le pare-soleil trouve particulièrement son utilité en conditions de forte luminosité, en situation de proche du contre-jour, etc. Le choix du pare-soleil est déterminant par rapport à l'objectif utilisé et à la dimension du capteur : s'il est trop sévère, il crée du vignetage, s'il est trop large, il n'a guère d'utilité. Il est très recommandable d'utiliser le pare-soleil fourni par le fabricant de l'objectif. Toutefois, le montage d'un objectif sur un boîtier dont le capteur est plus petit que celui pour lequel l'objectif a été conçu (typiquement un objectif 24x36 monté sur un APS-C) permet l'utilisation d'un pare-soleil plus « serré », qui sera plus efficace. Il faut essayer pour déceler l'éventuelle apparition de vignetage (par exemple en faisant la mise au point au plus près possible).

### Bague-allonge

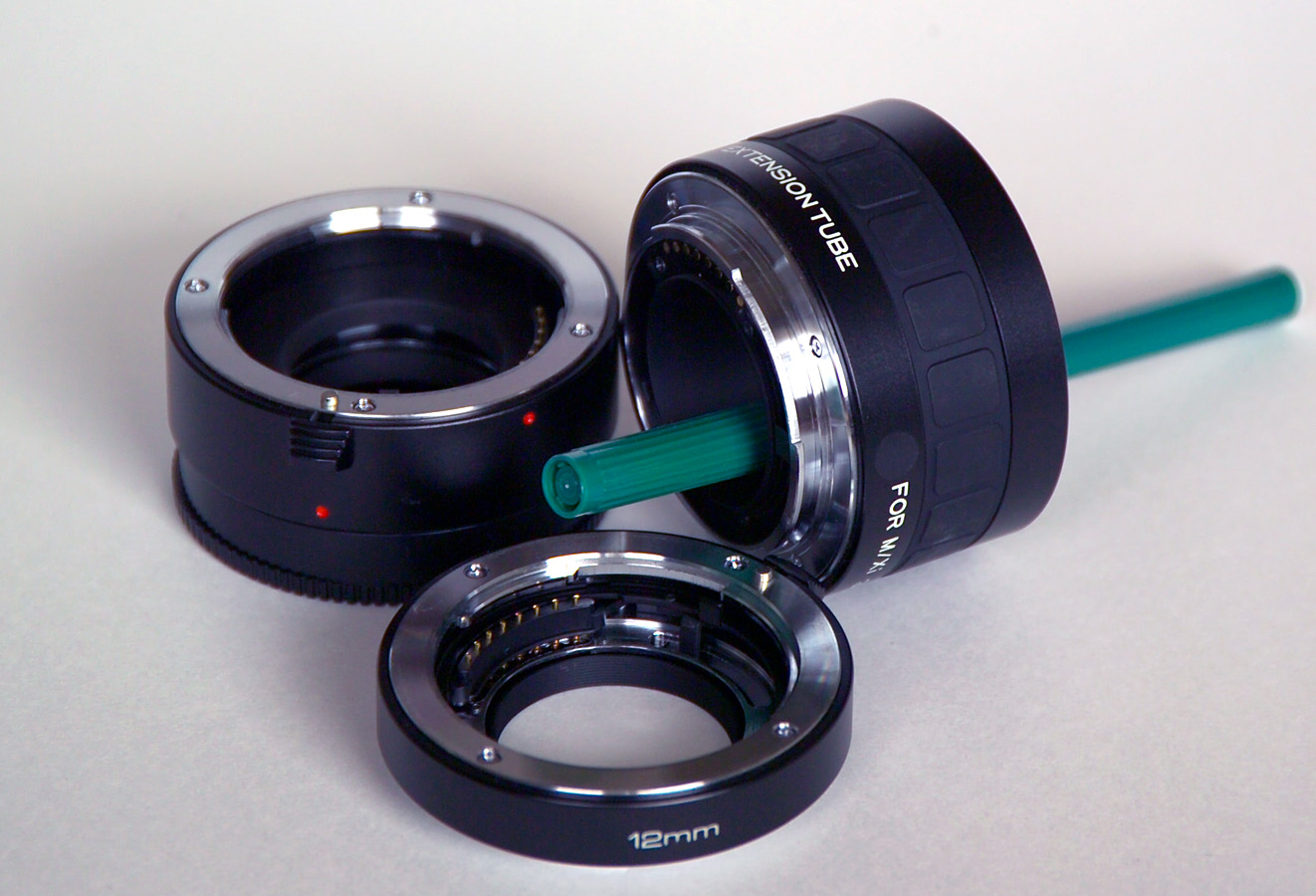
Jeu de bagues-allonge

Simple dispositif mécanique sans contenu optique, elle augmente le tirage de l'objectif et permet d'augmenter le grandissement pour une prise de vue « macro ». L'augmentation du tirage diminue proportionnellement l'ouverture photométrique, l'image s'assombrit.

### Bonnette
Complément optique (lentille) fixé à l'avant de l'objectif comme un filtre. Elle est généralement utilisée pour diminuer la longueur focale, en fonction de sa puissance exprimée en dioptries et permettre des prises de vues rapprochées. Elle ne modifie pas l'ouverture de l'objectif mais augmente le vignetage et la diffraction.

### Convertisseur de focale (doubleur, tripleur)

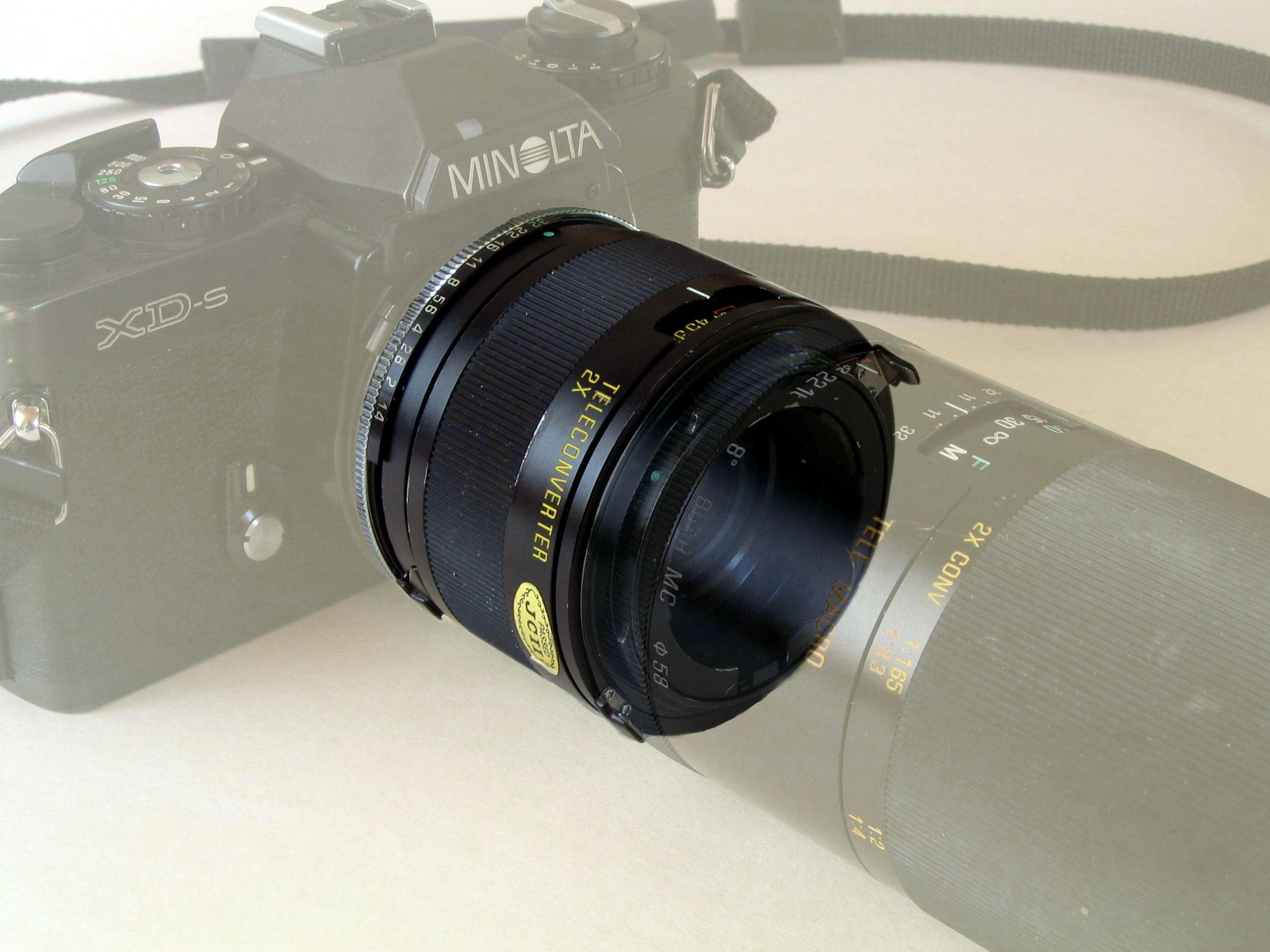
Doubleur de focale

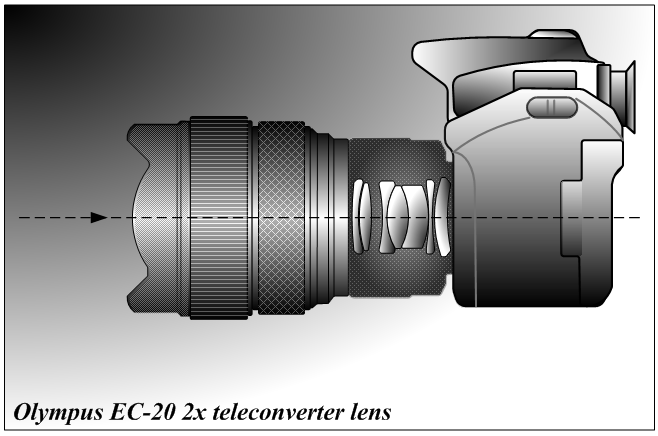
Téléconvertisseur Olympus EC-20 2x placé entre l'objectif et l'appareil photo.

Accessoire optique composé de plusieurs lentilles. Il se place à l'arrière de l'objectif dont il multiplie la longueur focale par un facteur ×1,4, x1,7, ×2 (doubleur) ou ×3 (tripleur).
Généralement utilisé avec les télé-objectifs il permet d'obtenir des longueurs focales impressionnantes au regard de la taille de l'objectif. L'ouverture maximale est cependant diminuée en proportion (perte de deux diaphragmes avec un doubleur) et la performance sur le plan de la qualité d'image est affectée. Il faut toutefois faire la différence entre les convertisseurs de faible prix et certains modèles de haute qualité qui coûtent le prix d'une optique complète.
Noter que certaines associations objectif/convertisseur sont impossibles (la lentille arrière de l'objectif vient buter sur celles du convertisseur) et que d'autres sont spécifiquement prévues par le fabricant. Généralement, les convertisseurs sont surtout utiles et performants avec des objectifs de très longue focale offrant une bonne luminosité. Avec des optiques peu lumineuses, l'ouverture résultante peut devenir trop faible pour permettre un fonctionnement du système autofocus.

### Filtre
Complément optique introduit la plupart du temps à l'avant de l'objectif (par vis ou baïonnette) sauf avec certains objectifs (très grand-angle, fish-eye, téléobjectifs avec une lentille frontale de grand diamètre) où on le positionne à l'arrière, parfois sans démonter l'objectif, grâce à une « vanne » ou tiroir.
Quand il est neutre optiquement il n'a pas d'effet sur le rendu des couleurs, mais sur la qualité :
- filtres à tons de gris pour contrôler l'ouverture de l'objectif,
- filtre UV limitant l'effet bleuté des lointains ensoleillés,
- filtre polarisant qui rétablit le contraste des paysages par fort soleil au zénith ou élimine les reflets à la surface de l'eau.

Les filtres colorés modifient l'équilibre des couleurs :
- filtre froid (bleuté) améliore le rendu des ciels ou le contraste des paysages enneigés, et corrige la dominante jaune des éclairages artificiels de type lampe à incandescence.
- filtre chaud (jaune, rose) par exemple pour un portrait plus flatteur,
- filtre magenta corrige la dominante verte des éclairages artificiels de type tube luminescent.
- etc.

En photographie numérique, ces filtres colorés sont de moins en moins utilisés car ils absorbent une part importante de la lumière pour produire un effet qu'on peut pratiquement toujours obtenir en post-traitement en corrigeant la balance des blancs, et ce avec beaucoup plus de latitude sur le résultat final.
Il existe aussi une grande variété de filtres à effets pour créer des effets de diffraction, de flou, d'images multiples…
Le filtre peut aussi être une protection pour la lentille avant de l'objectif : rayer ou casser un filtre lors de prises de vue agitées sera préférable à des dommages sur un objectif coûtant plusieurs centaines ou milliers d'euros. Il existe des filtres neutres spécialement prévus pour cet usage.

### Soufflet
Uniquement mécanique, c'est un accessoire souvent lourd et toujours encombrant. Le mouvement du soufflet est en effet guidé avec précision par un ou des rails. À l'instar d'une bague allongée, il augmente le tirage et donc l'agrandissement possible en prise de vue « macro ». Son atout est de pouvoir faire varier ce tirage, en général entre 50 et 150 mm.

### Inverseur
Dispositif d'adaptation permettant d'installer un objectif à l'envers sur l'appareil, également pour augmenter le grossissement. On obtient des rapports pouvant être très supérieurs à 2 avec un objectif grand-angle. On l'associe presque toujours à un soufflet pour obtenir des coefficients d'agrandissement importants.
Un autre intérêt de cette solution est de faire travailler l'objectif dans des conditions « proches » de celles pour lesquelles il a été calculé (distance devant la lentille frontale importante par rapport à une distance à la lentille arrière faible).
Vu l'acrobatie mécanique et optique que ce montage représente, il est à réserver à l'usage en studio.